# Обитель теней
«Обитель теней» (исп. El secreto de Marrowbone, букв. — «Тайна Марроубон») — испанский англоязычный психологический мистический триллер 2017 года. Сценаристом и режиссёром выступил Серхио Дж. Санчес.
Премьера состоялась на Международном кинофестивале в Торонто в 2017 году, а в Испании фильм был выпущен компанией Universal Pictures 27 октября 2017 года.

## Сюжет
В 1969 году Роуз Марроубон привозит из Великобритании своих четырёх детей (Джек, Джейн, Билли и Сэм) в США в пустующий дом её детства — старинное поместье в сельской глуши штата Мэн. Всё намекает на то, что семья бежала от чего-то ужасного: Роуз просит детей оставить прошлое позади и создать себе новые воспоминания. Поначалу всё идёт хорошо, и дети даже знакомятся с местной девушкой-библиотекаршей Элли. Но здоровье Роуз ухудшается, и она просит Джека, как самого старшего, чтобы они все четверо заботились друг о друге, когда её не станет, а также чтобы скрывали её смерть от общественности, потому что она чувствует, что умрёт до того, как Джек станет совершеннолетним и сможет оформить опеку над братьями и сестрой. Она умирает, и дети тайно хоронят её на территории поместья. Проходит полгода, и, наконец, приходит тот, от кого сбежали Марроубоны.
Спустя ещё шесть месяцев дети Марроубон продолжают жить в этом доме, но теперь с не очень, на первый взгляд, понятным распорядком правил: дверь на чердак замурована, а все зеркала в доме либо замазаны, либо и вовсе спрятаны, потому что смотреть в них нельзя. Всё это сделано, чтобы защитить их от некоего «призрака», который заперт на чердаке, хотя дети не слышат его уже несколько месяцев. Дети живут безвылазно, и только Джек совершает вылазки в город, когда им что-то нужно. У него развиваются отношения с Элли, хотя он не говорит ей о том, что творится в его семье. Внимания Элли также добивается (безрезультатно) городской адвокат Том Портер, который отвечает за поместье Марроубон. Он сообщает Джеку, что приедет к ним, потому что их мать должна подписать документы, передающие право владения домом от неё к Джеку, и это им обойдётся в 200 долларов. Далее выясняется, что дети располагают очень крупной суммой денег, но не хотят ею пользоваться, называя их «проклятыми», потому что они принадлежали их отцу. Тем не менее Билли всё же достаёт коробку с деньгами из тайника на пляже, Джек расплачивается ими с Томом, а Джейн удаётся подделать мамину подпись.
Происходит несколько инцидентов, вследствие которых Марроубоны убеждаются, что призрак на их чердаке вернулся, потому что, по их мнению, они использовали деньги (сам призрак проявляет себя путём того, что издаёт жуткий свистящий хрип). Билли решает, что деньги нужно вернуть призраку, забирается на крышу и швыряет коробку в дымоход чердачного камина. Сэм пробирается в комнату матери, где хранятся все съёмные зеркала дома, и случайно сдёргивает простыню с зеркала в двери шкафа. Он успевает закутаться в неё, но случайно смотрит в щёлку и видит в отражении вместо себя высокую фигуру под простынёй. Думая, что призраком является отец детей, который был замурован на чердаке и умер от голода, Джейн предлагает похоронить его должным образом, но Джек отвергает эту идею.
Тем временем Элли решительно отвергает ухаживания Тома, и тогда он даёт ей почитать папку с компроматом на детей Марроубонов в виде газетных вырезок, из которых Элли узнаёт страшную правду: глава семьи Саймон Фэйрберн был жестоким серийным убийцей (в одной статье сказано, что он насиловал Джейн), и это Джек заявил на него в полицию и дал ключевые показания на суде, а через какое-то время Саймон сбежал (в этот момент в доме Джейн с ужасом убеждается, что их отец на чердаке вовсе не умер и всё ещё жив). Тому сообщают, что его потенциальный работодатель больше заинтересован не в работнике, а в партнёре, и ему предлагают 10 % их доли, если он заплатит 5000 долларов, которых у него нет. Тогда Том заглядывает в материалы про Марроубонов и узнаёт, что семью подозревали в тайном соглашении с судом, который разрешил им присвоить себе 10 000 фунтов из имущества Саймона.
Том шантажирует Джека, и в итоге Билли спускается через трубу на чердак, чтобы забрать коробку, и едва спасается от нападения Саймона. Билли спорит с Джеком по поводу Саймона и убеждает Джека, наконец, разобраться с их отцом вместе. Их спор прерывается, когда Джек падает в обморок и у него начинается припадок. Джейн решает, что они должны рассказать Элли правду. Марроубоны посылают Элли их совместный дневник. Пока Элли читает его, в дом приходит Том. Увидев замурованный вход на чердак, он убеждается, что там спрятаны деньги, и разрушает стену.
Из дневника выясняется, что, когда Саймон нашёл их дом шесть месяцев назад, то Джек запер Билли, Джейн и Сэма на чердаке ради их безопасности, а сам попытался вернуть коробку с деньгами Саймону в уединённом месте на пляже, но был нокаутирован своим преступно мстительным отцом, однако в последний момент он успел повредить Саймону гортань. Когда Джек пришёл в сознание, он вернулся в дом и понял, что Саймон проник на чердак через дымоход и убил своих младших детей, но не смог выбраться с чердака. Убитый горем Джек тогда приготовился покончить с собой, но тут он видит «живых» Джейн, Билли и Сэма. Помня слова матери, Джек начинает «создавать новые воспоминания»: он прячет все зеркала, чтобы не напоминать себе, что он один, и замуровывает дверь на чердаке. «Джейн, Билли и Сэм» в конце концов становятся альтернативными личностями в его сознании.
Узнав правду, Элли отправляется в дом Марроубонов и застаёт Джека как раз в тот момент, когда в нём спорят друг с другом другие личности. Она пытается вытащить его из этого, но он прогоняет её, не желая мириться со смертью своих братьев и сестры. Заметив в доме вещи Тома, Элли поднимается на чердак и находит высохшие трупы Джейн, Билли и Сэма, а также самого умирающего Тома, после чего на неё нападает ужасно истощённый, но всё ещё свирепый Саймон. Она взывает о помощи к альтернативным личностям Джека. В итоге Джек позволяет Билли взять в нём верх, и тот убивает Саймона, навсегда положив конец его угрозе.
Спустя три месяца Элли живёт в поместье, заботясь о Джеке, которого выписали из психиатрической лечебницы. Вопреки инструкциям врача, она не даёт Джеку лекарств, которые не позволят Джейн, Билли и Сэму доминировать в расстроенной психике их брата, потому что знает, что Джек счастлив, когда верит, что его младшие братья и сестра живы и здоровы. В последней сцене Джек играет с ними в поле.

## В ролях
- Джордж Маккей — Джек Марроубон
- Аня Тейлор-Джой — Элли
- Чарли Хитон — Билли Марроубон
- Миа Гот — Джейн Марроубон
- Мэттью Стэгг — Сэм Марроубон
- Кайл Соллер — Том Портер

## Производство
В мае 2016 года стало известно, что Серхио Дж. Санчес будет сценаристом и режиссёром фильма, а исполнительным продюсером будет Хуан Антонио Байона. В июле 2016 года к актёрскому составу фильма присоединились Аня Тейлор-Джой, Миа Гот, Джордж Маккей и Чарли Хитон.

## Выпуск
Мировая премьера фильма состоялась 11 сентября 2017 года на Международном кинофестивале в Торонто. Цифровой релиз состоялся 18 ноября.

### Прием критиков
На сайте агрегаторе рецензий Rotten Tomatoes, фильм имеет рейтинг 48 % на основе 73 обзоров, и средний рейтинг 5,30 / 10. На Metacritic фильм имеет средневзвешенную оценку 63 из 100, основанную на 5 обзорах, что указывает на «в целом положительные отзывы».